# Ação Popular (esquerda cristã)
A Ação Popular (AP) foi uma organização política de esquerda extraparlamentar, criada em junho de 1962, a partir de um congresso em Belo Horizonte, resultado da atuação dos militantes estudantis da Juventude Universitária Católica (JUC) e de outras agremiações da Ação Católica Brasileira. A partir de seu segundo congresso, realizado em Salvador, em 1963, a AP decidiu-se pelo "socialismo humanista", buscando inspiração ideológica em Emmanuel Mounier, nos jesuítas Teilhard de Chardin e Henrique Cláudio de Lima Vaz, Jacques Maritain e no dominicano Louis-Joseph Lebret. Teve uma vertente protestante, quadros oriundos do Movimento Estudantil Cristão, dentre esses, merecendo especial destaque: Paulo Stuart Wright.
Foi composta principalmente de lideranças estudantis dentre as quais se destacaram Herbert José de Souza (Betinho) (coordenador entre 1963 e 1965), Jair Ferreira de Sá, José Serra, Vinícius Caldeira Brant, Aldo Arantes (coordenador a partir de 1965), Haroldo Lima e Duarte Brasil Lago Pacheco Pereira, entre outros, contando ainda com a participação de lideranças camponesas e operárias.

## Origens
O surgimento da AP decorreu de um processo de politização da JUC, iniciado entre  1959 e 1960.
Apesar de não contar com um número muito grande de militantes, a JUC era, assim como o Partido Comunista Brasileiro (PCB), uma força estudantil das mais organizadas.
Até 1959, a JUC desenvolvia uma atividade de caráter mais acentuadamente religioso e interno, estando o interesse pelos problemas políticos em segundo plano, no entanto, a partir daquele ano, voltou-se preferencialmente para as questões políticas e sociais.
Em 1960, alguns de seus militantes chegaram à presidência e a outros cargos de direção da União Nacional dos Estudantes (UNE). A partir de então, formou-se uma aliança com as forças da esquerda, que incluía o Partido Comunista Brasileiro (PCB) e passou a ser hegemônica no movimento estudantil.
Isso provocou uma violenta reação dentro e fora do meio universitário. A JUC passou então a ser denunciada como uma organização comunista, sob uma fachada  católica. A Conferência Nacional dos Bispos do Brasil (CNBB), então, viu-se na obrigação de intervir, e, no final de 1961, proibiu aos jucistas de ocuparem cargos de responsabilidade dentro das organizações do movimento estudantil universitário.
Diante da proibição, os membros mais politizados e influentes da JUC decidiram fundar um movimento novo, de caráter político-ideológico. Por isso, em 1962, nasceu a AP, da qual participavam também integrantes da Juventude Estudantil Católica (JEC). A organização passava, desta forma, a representar a esquerda católica dentro do movimento estudantil. A princípio, a AP defendia uma ideologia própria, buscando diferenciá-la do marxismo, o que não a impediu de assumir-se como um movimento revolucionário, cujo objetivo era formar quadros capazes de participar de uma transformação radical da sociedade.
O documento aprovado no I Congresso da AP, de 1963, não fazia qualquer referência expressa ao cristianismo. Por outro lado, as ideias marxistas mesclavam-se à inspiração cristã no documento, que adotava a "perspectiva do socialismo como humanismo, enquanto crítica da alienação capitalista e movimento real da sua superação".
No final de 1963, preocupada com a presença de integrantes da JEC e da JUC na AP, a cúpula da Igreja Católica no Brasil emitiu um novo documento no qual declarou que a AP tinha uma orientação naturalista e não representava “o pensamento cristão autêntico”, razão pela qual era inadequada a presença de integrantes da JEC em suas fileiras, mas possível a presença de integrantes da JUC, desde que:
1. fossem pessoas com vocação para atividades dessa natureza e com sólida formação cristã; e
2. atuassem para que a AP tivesse uma linha cristã autêntica.[1][8]

## Atuação
A AP manteve a hegemonia no movimento estudantil, elegendo todos os presidentes da UNE, até pelo menos o golpe militar de 1964. Antes de 1964, circulava seu periódico Brasil Urgente, fundado por Frei Carlos Josaphat. Nesse período atuava em favor das Reformas de Base. Após o  golpe militar, a organização teve seus principais quadros jogados na clandestinidade ou exilados. Esse contexto contribuiu para a radicalização da organização e o afastamento de suas bases identificadas com o cristianismo.
Em 1965, foi adotada uma Resolução que formulou abertamente o objetivo de conquistar o poder pela via insurrecional, por meio da estratégia da Revolução Socialista da Libertação Nacional. Nesse momento Aldo Arantes passou a ser o novo Coordenador Geral em substituição a Betinho que tinha sido eleito em 1963. A AP passou a publicar um novo jornal mensal chamado "Revolução" que era impresso por meio de mimeógrafo. Em 1966, a AP voltou a ser a força hegemônica na União Nacional dos Estudantes cujo presidente passou a ser José Luiz Moreira Guedes, eleito no XXVIII Congresso da UNE, realizado em julho em Belo Horizonte.
Fora da esfera universitária, a AP desenvolveu atividades nos domínios da alfabetização de adultos, da cultura, do sindicalismo urbano e rural.

### Atentado do Aeroporto dos Guararapes
Em 25 de julho de 1966, um comando autônomo de militantes da organização supostamente executou o atentado do Aeroporto dos Guararapes, em Recife, que tinha como alvo o General Costa e Silva, então Ministro da Guerra escolhido pelos militares para ser o próximo Presidente da República. O atentado teve duas vítimas fatais: o Secretário de Governo de Pernambuco na época, Edson Régis de Carvalho, e o almirante da reserva Nelson Gomes Fernandes, e mais 15 feridos.
O resultado dessa ação no interior da AP foi a dissolução imediata dos comandos armados paralelos. A Direção Nacional que não tomara conhecimento prévio do atentado, condenou a ação. Nesse contexto, no seio da organização ganhou força o questionamento do "foquismo" e da prática de ações armadas urbanas, também houve um reexame da aproximação com Cuba, o que fortaleceu os defensores da estratégia da
"guerra popular prolongada". Os autores do atentado foram internamente condenados a uma "reeducação ideológica". Internamente, o principal resultado do atentado foi o de afastar a organização de ações armadas urbanas.
Em dezembro de 2013, a versão pernambucana da Comissão Nacional da Verdade oficializou a inocência do ex-deputado federal Ricardo Zaratinni, que, durante décadas, foi acusado de ter sido um dos responsáveis pelo atentado à bomba que matou duas pessoas em 1966, no Aeroporto dos Guararapes, no Recife. Foi também inocentado o professor Edinaldo Miranda, falecido em 1997. Os documentos que comprovam a inocência dos dois foram coletados em unidades militares de Pernambuco, segundo informou o diretor-executivo da comissão, Fernando de Vasconcelos Coelho. Na mesma ocasião, foi feito um novo atestado de óbito do líder estudantil Odijas Carvalho, torturado e morto pelos militares em 1971. A versão anterior da morte de Odijas atestava que ele teve uma embolia pulmonar. Na mesma ocasião, o então governador de Pernambuco Eduardo Campos comentou sobre a possibilidade de os militares terem sido os responsáveis pelo atentado. Esta seria uma desconfiança antiga dos adversários do regime, que, segundo Eduardo Campos, teria sido “um episódio utilizado para dividir a resistência ao golpe”.

### Maoísmo vs. foquismo
Sob influência da  revolução chinesa, após a volta de quadros seus da China, a AP adotou uma linha de proletarização de seus membros, que consistia na colocação de militantes nas fábricas e em estreita ligação com os camponeses. Ao mesmo tempo, a organização assumia os elementos essenciais da estratégia maoísta: priorização do trabalho junto ao campesinato e a necessidade de preparar a guerra popular prolongada, tendo nas regiões rurais o seu cenário fundamental. Militantes  foram deslocados para áreas operárias,  como o ABC paulista, ou agrícolas, como a zona canavieira de Pernambuco, a região cacaueira da  Bahia , a área de Pariconha e Água Branca, em Alagoas, e  o Vale do Pindaré, no Maranhão. Levando em consideração as origens cristãs da AP, alguns estudiosos associam esse processo de proletarização à experiência dos padres operários na França e traçam paralelos entre o maoismo e os valores cristãos.
Nesse contexto, teve início uma luta interna dentro da organização na qual a corrente de inspiração maoísta, liderada por Jair Ferreira de Sá, redator do "Esquema dos Seis Pontos", defendia a estratégia da "guerra popular prolongada", enquanto a outra, liderada por Vinícius Caldeira Brant e Altino Dantas, defendia a formação de focos guerrilheiros. Essa luta interna resultou, em 1968, na formação de um grupo dissidente: o Partido Revolucionário dos Trabalhadores (PRT), liderado pelo Padre Alípio de Freitas, por Vinícius Caldeira Brant e Altino Dantas. Posteriormente, o PRT se aproximou da POLOP e do MR-8. Em 1980, vários ex-integrantes do PRT se envolveram diretamente na criação do Partido dos Trabalhadores (PT).
O processo de proletarização de militantes de origem pequeno-burguesa os deslocou de seu círculo social e trouxe desestruturação social e
psicológica de muitos deles, razão pela qual a experiência foi abandonada a partir de 1970.

### Incorporação ao PC do B vs. APML
A partir de 1971, ocorreu novo "racha" na AP, formando-se duas facções que passaram a reivindicar, ao mesmo tempo, o nome de "Ação Popular Marxista Leninista" (APML): um grupo maior, liderado por Duarte Pereira, Haroldo Lima, Aldo Arantes e José Renato Rabelo, mais próximo ao PC do B e que acabaria se incorporando a ele, e um outro menor, liderado por Jair Ferreira de Sá, Paulo Wright e Manoel da Conceição, que era a outra fração da APML, também conhecida como  "AP Socialista" ou "Refazendo".
Com base em seu Programa Básico, a APML propôs ao Partido Comunista do Brasil (PCdoB) e a outras organizações de inspiração leninista a conjugação de esforços para a formação de um partido proletário. O PCdoB não aceitou, considerando o Programa Básico da APML "excessivamente trotskista", e reagiu sobretudo à pretensão de formação de um único partido do proletariado - que já seria o próprio PCdoB. Afinal a APML cedeu, aceitando o PC do B como único partido revolucionário e adotando as suas linhas doutrinárias: o stalinismo irrestrito, que se tornou o universo ideológico comum de ambas organizações, e a caracterização da sociedade brasileira e da revolução brasileira. A fusão se concretizou em maio de 1973, metade dos integrantes do novo Comitê Central do PCdoB, passou a seu de militantes que vieram da APML.
Após a fusão do grupo maior da APML com o PCdoB, a fração minoritária da APML, vivendo ainda os efeitos de uma profunda crise político-ideológica, foi praticamente  desarticulada pela brutal repressão desencadeada pela infiltração do ex-militante Gilberto Prata Soares, que levou às mortes de José Carlos da Mata Machado e Gildo Macedo Lacerda, e aos desaparecimentos de Paulo Stuart Wright, Honestino Guimarães, Humberto Câmara Neto, Fernando Augusto Santa Cruz de Oliveira e Eduardo Collier Filho, além da prisão de militantes e simpatizantes em vários estados do país, entre 1972 e 1974. Essa fração da APML duraria até o início da década de 1980, quando se autodissolveu. Muitos dos integrantes dessa fração se juntaram às forças que construíram o Partido dos Trabalhadores, onde se reencontraram com outros militantes dos setores progressistas da Igreja católica, cujas origens também remontavam à JUC, e com os quais nunca tinham perdido o contato.

### Repercussões atuais
Alguns membros da AP anterior a 1964 chegaram, nos últimos anos, a posições de destaque na política brasileira, a exemplo de  Plínio de Arruda Sampaio, José Serra e Cristovam Buarque. No mundo intelectual e religioso, destaca-se Luiz Alberto Gómez de Souza
Parte do arquivo histórico da organização encontra-se disponível para pesquisa no Centro Sérgio Buarque de Holanda da Fundação Perseu Abramo.
Alguns autores, apontam a etapa de atuação da AP anterior ao golpe de 1964, como precursora da Teologia da Libertação.
O escritor belga Conrad Detrez era membro da Ação Popular.